# Закон против дискриминация
Законът против дискриминация, още наричан закон за защита или закрила от дискриминацията или антидискриминационен закон, е вид закон, чиято цел е да предотврати дискриминацията срещу определени групи хора. Тези групи обикновено се наричат хора със специална закрила. Антидискриминационните закони са различни спрямо държавното и местното законодателство. Различават се и по това какви видове дискриминация са забранени и срещу кои групи хора. Обикновено тези закони се опитват да предотвратят дискриминация на работното място, в образованието и в други области на обществения живот, като например достъп до обществени места. Закриляни може да са групи хора на базата на пол, полова идентичност и изразяване, възраст, раса, етнос, националност, физически или умствени увреждания, сексуална ориентация, религия, политически убеждения и други.
Законите против дискриминацията произлизат от принципите на равноправието, най-вече идеята, че никой не бива да бъде подложен на различно отношение в социален, правен и т.н. план заради някои от признаците, изброени по-горе. Създадени са с цел закрила и от пряка дискриминация (извършена от единични лица), и от институционна (непряка) дискриминация (произлизаща от закони, политики или процеси, които поставят определени групи в неизгодно положение). При разглеждането на обвинения в дискриминация съдът може да вземе предвид както наличието на намерение за дискриминация, така и последствията от действието или политиката, за да определи дали те представляват дискриминация, или не.

## В международното право
Равноправието и свободата от дискриминация са посочени като основни човешки права във Всеобщата декларация за правата на човека. Декларацията не е правно обвързваща, но всяка държава, ратифицирала международни договори за човешките права, се ангажира да спазва тези права. Споразумения, които имат връзка с антидискриминационните закони, са например Международният пакт за гражданските и политическите права, Международният пакт за икономически, социални и културни права, Конвенцията за премахване на всички форми на дискриминация по отношение на жените и Международната конвенция за премахване на всички форми на расова дискриминация. Цел 10 и цел 16 от Целите за устойчиво развитие, създадени от ООН, също призовават за обединени глобални усилия по премахването на дискриминиращо законодателство.

## В България
През 2004 г. в България влиза в сила Законът за защита от дискриминация, който цели да предотврати дискриминация, тормоз и преследване на основание на „пол, раса, народност, етническа принадлежност, човешки геном, гражданство, произход, религия или вяра, образование, убеждения, политическа принадлежност, лично или обществено положение, увреждане, възраст, сексуална ориентация, семейно положение, имуществено състояние или на всякакви други признаци, установени в закон или в международен договор, по който Република България е страна“.